# Joy Bryant
Joy Bryant (Bronx, 18 de outubro de 1974) é uma atriz e ex-modelo estadunidense.

## Biografia
Joy Bryant nasceu no Bronx, Nova Iorque. Ela foi criada por sua avó, Bryant começou a dançar aos três anos de idade. Enquanto vivia no Bronx, ela se formou e entrou em um programa de preparação de elite do ensino médio. Bryant se graduou na escola de Westminster, em Connecticut. Ela frequentou a Universidade de Yale.

## Vida pessoal
Em outubro de 2007, a revista OK! informou que Bryant estava noiva do dublê Dave Pope, que ela conheceu no set do filme Welcome Home Roscoe Jenkins. Eles se casaram em junho de 2008.

## Filmografia
| Cinema    | Cinema                                   | Cinema                                                                          | Cinema                          |
| Ano       | Filme                                    | Papel                                                                           | Notas                           |
| --------- | ---------------------------------------- | ------------------------------------------------------------------------------- | ------------------------------- |
| 2001      | Carmen: A Hip Hopera                     | Nikki                                                                           |                                 |
| 2002      | Kite                                     | Mãe de Shane                                                                    |                                 |
| 2002      | Showtime                                 | Lexi                                                                            |                                 |
| 2002      | Antwone Fisher                           | Cheryl Smolley, sargento-ajudante, segunda classe da Marinha dos Estados Unidos |                                 |
| 2003      | How to Get the Man's Foot Outta Your Ass | Priscilla                                                                       | Título alternativo: Baadasssss! |
| 2003      | Honey                                    | Gina                                                                            |                                 |
| 2004      | Three Way                                | Rita Caswell                                                                    |                                 |
| 2004      | Spider-Man 2                             | Mulher na teia                                                                  |                                 |
| 2004      | Haven                                    | Sheila                                                                          |                                 |
| 2005      | The Skeleton Key                         | Jill Dupay                                                                      |                                 |
| 2005      | London                                   | Mallory                                                                         |                                 |
| 2005      | Get Rich or Die Tryin'                   | Charlene                                                                        |                                 |
| 2006      | Bobby                                    | Patricia                                                                        |                                 |
| 2007      | The Hunting Party                        | Namorada de Duck                                                                |                                 |
| 2008      | Welcome Home Roscoe Jenkins              | Bianca Kittles                                                                  |                                 |
| 2011      | The Chicken Shack                        | Alicia                                                                          |                                 |
| 2012      | Hit and Run                              | Neve Tatum                                                                      |                                 |
| 2014      | About Last Night                         | Debbie Sullivan                                                                 |                                 |
| Televisão |                                          |                                                                                 |                                 |
| Ano       | Título                                   | Papel                                                                           | Notas                           |
| 2003–2004 | ER                                       | Valerie Gallant                                                                 | Papel recorrente                |
| 2008      | Entourage                                | Ela mesma                                                                       | 1 episódio                      |
| 2010–2015 | Parenthood                               | Jasmine                                                                         | Atriz principal 77 episódios    |
| 2011      | Love Bites                               | Atriz convidada                                                                 |                                 |
| 2019      | Trinkets                                 | Lori Foster                                                                     | Atriz recorrente                |

## Prêmios e indicações
| Ano  | Prêmio              | Categoria                            | Filme/Série    | Resultado |
| ---- | ------------------- | ------------------------------------ | -------------- | --------- |
| 2003 | Black Reel Awards   | Melhor Atriz Coadjuvante             | Antwone Fisher | Indicado  |
| 2005 | Black Reel Awards   | Melhor Atriz Coadjuvante             | Baadasssss!    | Indicado  |
| 2007 | Screen Actors Guild | Melhor Elenco em um Filme            | Bobby          | Indicado  |
| 2013 | NAACP Image Awards  | Atriz Coadjuvante em Série Dramática | Parenthood     | Indicado  |